# Behler See
Der Behler See ist ein See in der Holsteinischen Schweiz. Er liegt zwischen Timmdorf (Ortsteil von Malente) im Osten und der Stadt Plön im Westen, im Osten geht er in den Langensee, im Westen in den Höftsee über.
Alle diese Seen werden von Osten nach Westen von der Schwentine durchflossen.
Der Behler See ist nach dem Dorf Behl in der Gemeinde Grebin benannt, das sich nördlich von ihm befindet.
Er ist 277 ha groß, bis zu 43 m tief und liegt etwa 22 m ü. NN.
Am Behler See befindet sich das Zeltlager Adlerhorst.